# 赫拉巴爾卡河 (茲布魯奇河支流)

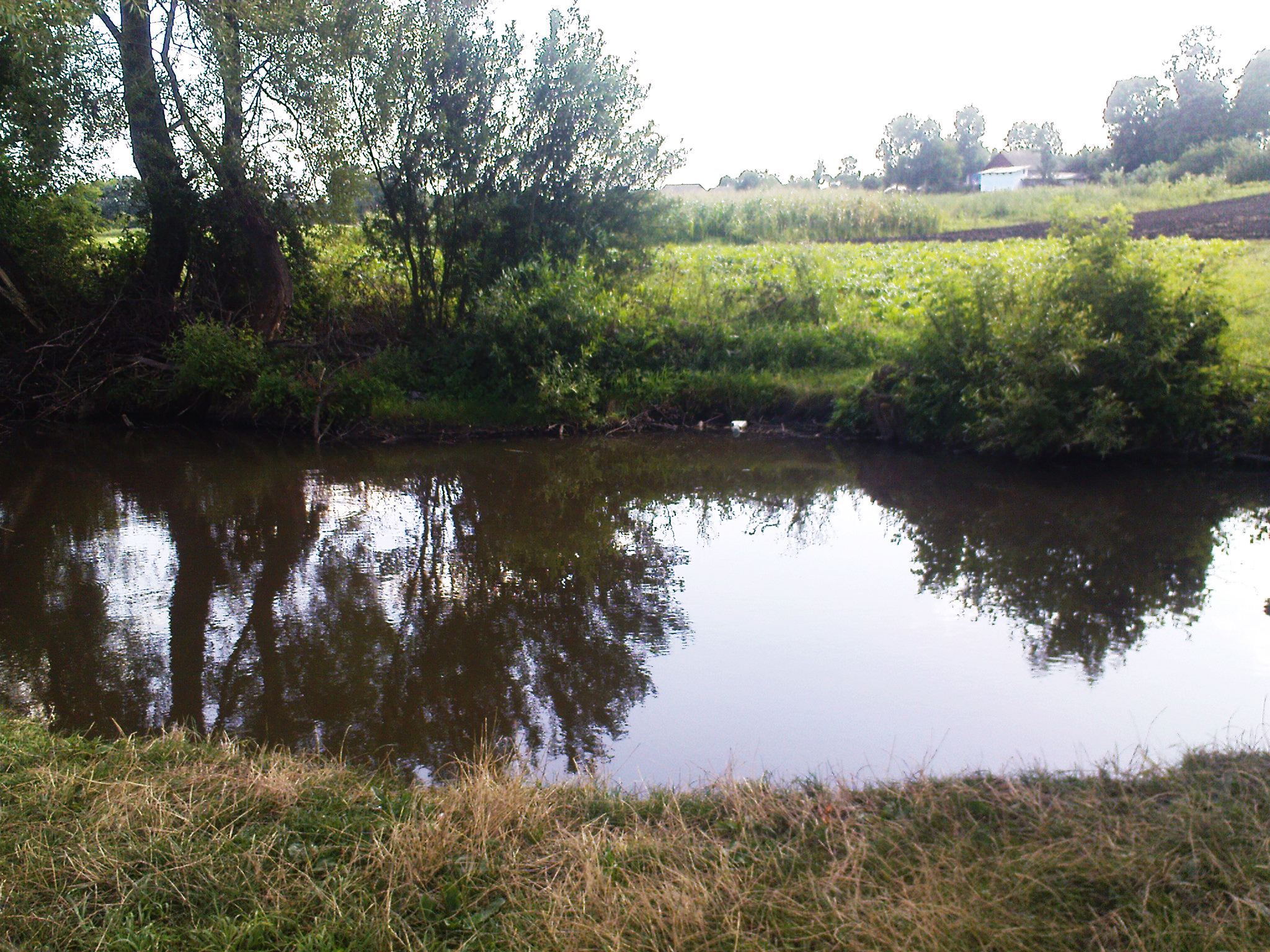

赫拉巴爾卡河（羅馬化：Hrabarka）是烏克蘭西部的河流，屬於茲布魯奇河的左支流。該河發源自克利尼內以北，流經赫梅利尼茨基州的赫梅利尼茨基區，河道全長32公里，流域面積221平方公里。